# Alijos confiscados 1996/2008
Alijos confiscados 1996 / 2008 es el nombre de un disco del grupo sevillano Narco. Se trata de un álbum recopilatorio, que reúne las mejores canciones del grupo hasta entonces pertenecientes a los cuatro álbumes anteriores, junto con algunos témas inéditos y un par de versiones.

## Canciones
| N.º | Título                                   | Duración |  |
| 1.  | «A tomar por culo el mundo»              | 3:12     |  |
| 2.  | «Vizco»                                  | 3:58     |  |
| 3.  | «Narco» (Inédita)                        | 2:17     |  |
| 4.  | «Control»                                | 4:04     |  |
| 5.  | «Siempre enmarronao»                     | 3:15     |  |
| 6.  | «Masacre en la mierda ciudad»            | 5:36     |  |
| 7.  | «A quién le importa» (Versión de Alaska) | 2:41     |  |
| 8.  | «El cotarro»                             | 3:26     |  |
| 9.  | «Tu dios de madera»                      | 4:39     |  |
| 10. | «El atraco»                              | 3:05     |  |
| 11. | «Dígitos humanos» (Inédita)              | 2:40     |  |
| 12. | «Cree en dios»                           | 3:43     |  |
| 13. | «Ambiente cadáver»                       | 4:13     |  |
| 14. | «A cada paso»                            | 3:22     |  |
| 15. | «Kolikotrón»                             | 5:12     |  |
| 16. | «Esta noche» (Versión de Barricada)      | 3:18     |  |
| 17. | «Chaves» (Maqueta de 1996)               | 3:40     |  |
| 18. | «Maldito Satanás» (Maqueta de 1996)      | 2:55     |  |
| 19. | «Puta policía» (Maqueta de 1996)         | 4:24     |  |

- Datos: Q5668936